# Stemma della Sardegna
Lo stemma della Sardegna è storicamente uno dei principali simboli di identificazione dei sardi ed è attualmente adottato come stemma ufficiale dalla Regione Autonoma della Sardegna.
Per ciò che è raffigurato al suo interno è noto anche come stemma dei quattro mori. Rispetto all'attuale bandiera della Sardegna in vigore dal 1999, le teste dei mori sono rivolte verso sinistra.

## Storia

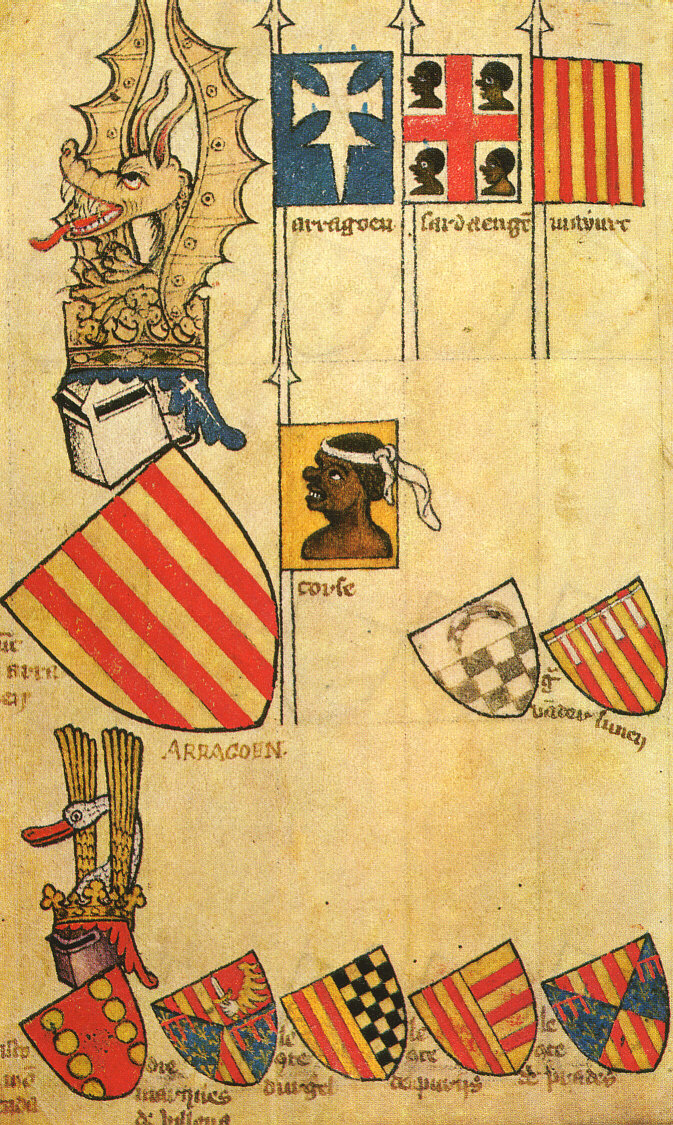
La prima testimonianza dei Quattro Mori simboleggianti la Sardegna, apparsi nella seconda metà del XIV secolo nell'Armoriale di Gheldria

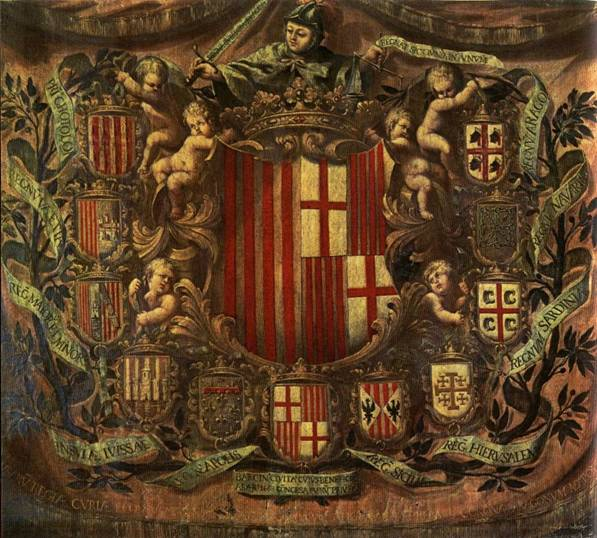
Il quadro denominato Apoteosis Heraldica del 1681, raffigurato nel Museo della Storia della città di Barcellona mostra in alto a destra lo stemma della Sardegna raffigurato assieme agli altri possedimenti della Corona d'Aragona

Lo stemma dei quattro mori comparve per la prima volta nei sigilli in piombo della Cancelleria reale aragonese. L'esemplare più antico risale al 1281, sotto il regno di Pietro il Grande d'Aragona. Dopo che la Sardegna entrò a far parte della Corona d'Aragona tali sigilli vi giunsero a chiusura dei documenti dei re Giacomo II (1326), Alfonso il Benigno (1327-1336) e Pietro IV (1336-1387) e tali esemplari sono ancora conservati nell'Archivio storico comunale di Cagliari.
Nell'Armoriale di Gheldria, un manoscritto compilativo conservato a Bruxelles che riproduce gli stemmi di tutta Europa, riporta per la Sardegna la bandiera con i quattro mori, ma probabilmente esso fu aggiunto successivamente perché all'epoca della stesura (1370-1386) esisteva il Regno di Sardegna e di Corsica comprendente entrambe le isole.
Nel Quattrocento si consolida la leggenda che spiega i quattro mori sullo stemma con l'intervento di san Giorgio nella battaglia di Alcoraz nel Nord della Spagna, vinta nel 1096 dagli Aragonesi contro i mori invasori che lasciarono sul campo di battaglia anche le teste coronate di quattro loro sovrani. Alla fine del secolo, quando la Corona d'Aragona e il regno di Castiglia si uniscono nel Regno di Spagna, fra gli stati della Corona, la Sardegna continua nell'uso dello stemma con i quattro mori mentre l'Aragona privilegia i pali aragonesi.
Lo stemma dei quattro mori identifica la Sardegna sotto il dominio di Carlo V e nel suo corteo funebre nel 1558, i quattro mori sono presenti sulla bandiera e sulla gualdrappa di un cavallo condotto a mano da nobili cavalieri. La scena è nota da un'incisione dell'epoca, riprodotta in testi a stampa e un esemplare si trova nella Biblioteca nazionale di Francia.
In Sardegna e su documenti sardi la prima sicura attestazione dello stemma è sul frontespizio degli atti del braccio militare del parlamento sardo, i Capitols de Cort del Stament militar de Serdenya stampato a Cagliari nel 1591
Il frontespizio degli Annales de la Corona de Aragòn, pubblicato nel 1610 da Jerónimo Zurita y Castro affianca i tre stemmi della Corona: la croce d'Aragona, i pali di Catalogna ed i quattro mori, ormai peculiari della Sardegna.
Lo stemma da allora fu riprodotto sui più diversi supporti: pubblicazioni a stampa, tesi universitarie, carte geografiche, edifici e monete di età spagnola come nel cagliarese di Carlo II e ma anche nell'era sabauda come nel mezzo scudo di Carlo Emanuele III del 1768 e anche nei centesimi di Carlo Alberto del 1842.
Dal Settecento, ai quattro mori fu sovrapposto lo stemma sabaudo con l'aquila recante sul petto lo scudo rosso con croce bianca. La riscoperta delle identità nazionali, molto sentita nell'Ottocento, portò a percepire lo stemma dei quattro mori come simbolo identitario ed a riportarne l'origine al periodo giudicale.
Con il passaggio dal Regno d'Italia alla Repubblica Italiana la Sardegna divenne una delle regioni a statuto speciale. La scelta di adottare propri emblemi e affermare la riconosciuta identità regionale si palesò nella seduta del Consiglio regionale del 19 giugno 1950, con l'approvazione dello stemma dei quattro mori.
La concessione di emblemi per gli Enti territoriali, in base al Regio decreto n. 652 del 7 giugno 1943, tuttora in vigore, avvenne per decreto dal Presidente della Repubblica Italiana che, sulla base delle istanze del Consiglio regionale della Sardegna, emanò il 5 luglio 1952 il d.P.R. : "Concessione alla Regione Autonoma della Sardegna di uno stemma e un gonfalone" e ne ufficializzò l'utilizzo. Fino al 1999 fu l'unico simbolo ufficiale fino all'adozione della bandiera della Sardegna, con quest'ultima con i mori inusualmente rivolti verso destra e non verso sinistra come storicamente raffigurati.
Con una delibera il 25 gennaio 2005 la giunta guidata da Renato Soru decise di ammodernare e rendere più efficace la comunicazione istituzionale anche nella redazione degli atti ufficiali e per fare ciò sostituì lo stemma con la bandiera della Sardegna in ogni sua raffigurazione (carta intestata, patrocini, targhe ecc.), lasciando lo stemma solo nel gonfalone. Solo quattro anni dopo, nel marzo 2009 la successiva giunta guidata da Ugo Cappellacci decise di ripristinare lo stemma ritenendolo patrimonio identitario e che per portata storica e valenza simbolica fosse necessario preservare la memoria e dare continuità al patrimonio archivistico degli atti dell’Amministrazione regionale.
Nel 2012 una nuova delibera sempre della giunta Cappellacci determinò l'introduzione della dicitura bilingue nello stemma affiancando, con medesima dignità grafica di quella in lingua italiana, anche l'iscrizione equivalente a Regione Autonoma della Sardegna in lingua sarda, cioè Regione Autònoma de Sardigna.

## Descrizione
Come nel decreto di concessione repubblicana del 1952, la descrizione araldica è «Stemma d'argento alla croce di rosso accantonata da quattro teste di moro bendate». Tuttavia, la rappresentazione di questi elementi è storicamente variata nel tempo, soprattutto per quanto riguarda la fisionomia dei mori. Essi infatti negli esemplari trecenteschi è accentuatamente negroide, con naso camuso e labbra prominenti mentre la capigliatura e la barba sono ricciute. Col tempo essi però sono stati occidentalizzati nei tratti somatici ed è stata rimossa la barba. Generalmente sono tutti uguali, ma ad esempio nel frontespizio degli Annales de la Corona de Aragòn (1610), invece due mori appaiono più giovani, sbarbati e con corona principesca mentre gli altri due anziani, barbuti e con corona reale. Dove la tecnica rende possibile rappresentarlo poi, ci sono esemplari in cui viene evidenziato il colorito bruno della pelle.
L'orientamento varia, ma il viso è prevalentemente rivolto a sinistra. Si conoscono esempi con mori affrontati al centro, come nel frontespizio del volume Alabanças de los santos de Sardeña di Francesco Carmona del 1631 o rivolti a destra come nei Capitols de Cort del Stament militar de Serdenya del 1591. La benda non è costantemente raffigurata. I sigilli dei reali aragonesi e l'Armoriale di Gheldria mostrano i mori con il capo scoperto mentre la benda sulla fronte si trova a partire dal Quattrocento e compare contemporaneamente alla leggenda della battaglia di Alcoraz. La benda è inoltre alternativa alla corona metallica, raffigurata anche con dettaglio. La benda sugli occhi invece è una variante del Settecento, forse dovuta ad una inesatta comprensione del disegno.
La forma del supporto è variabile. Nei sigilli aragonesi lo scudo di forma semitonda si inserisce all'interno di una legenda circolare. Nell'Armoriale di Gheldria invece i quattro mori sono raffigurati su una bandiera rettangolare. Lo scudo risente della moda barocca, assumendo una forma ovale e acquisendo nella cornice elaborate decorazioni. Dai tipi settecenteschi, attraverso successive rielaborazioni che si consolidano ai primi del Novecento, si arriva alla forma adottata ufficialmente dalla Regione Autonoma della Sardegna in era repubblicana, con uno scudo ovale ornato da una cornice cesellata.
In ogni comunicazione istituzionale esso è affiancato dal logotipo, costituito dalla dicitura di colore nero in maiuscolo REGIONE AUTONOMA DELLA SARDEGNA, in Futura Bold e affiancata dall'analoga dicitura in lingua sarda REGIONE AUTÒNOMA DE SARDIGNA.

## Utilizzi

### Gonfalone
Lo stemma della Regione Sardegna è raffigurato anche nel gonfalone. Esso è costituito da un drappo quadrangolare di due metri per uno, su cui è effigiato lo stemma al centro. Il gonfalone è appeso per un lato minore ad un'asta orizzontale a sua volta incrociata con una verticale. Dal punto di vista araldico esso è descritto come un drappo di colore bianco riccamente ornato di ricami d'oro e caricato dello stemma sopra descritto con la iscrizione centrata in oro "Regione autonoma della Sardegna". Le parti di metallo e i cordoni sono invece dorati mentre L'asta verticale sarà ricoperta di velluto dai colori rosso e azzurro con bullette dorate poste a spirale. Nella freccia è rappresentato lo stemma dell'Ente e sul gambo inciso il nome. Sono infine presenti la cravatta e nastri tricolori dei colori della bandiera d'Italia frangiati d'oro.

### Sigillo
Il sigillo è il timbro destinato ad essere apposto in calce ai documenti ufficiali e al suo interno è raffigurato lo stemma contornato da una corona circolare nella quale appaiono le scritte REGIONE AUTONOMA DELLA SARDEGNA, da sinistra a destra e in senso orario, e separata da due stelle, la dicitura PRESIDENZA, da sinistra a destra in senso antiorario.